# لدی (اکلاهما)
لدی(به انگلیسی: Leedey) شهری در ایالت اکلاهما کشور ایالات متحده آمریکا است که جمعیت آن در سرشماری سال ۲۰۱۰ میلادی، ۴۳۵ نفر بوده‌است.